# Экономика Удмуртии
Экономика Удмуртии — совокупность всех видов хозяйственной деятельности на территории субъекта Российской Федерации Удмуртия.
В экономике республики традиционно особое место занимали тяжёлая и оборонная промышленность, а также агропромышленный комплекс. Это обусловило сильный экономический упадок после распада Советского Союза и постоянный рост доли нефтедобычи в валовом продукте. В настоящее время, несмотря на относительную экономическую стабильность, республика продолжает оставаться дотационной.

## Валовый региональный продукт
По данным Территориального органа Федеральной службы государственной статистики по Удмуртской Республике валовый продукт Удмуртской Республики в текущих ценах составлял:
| Год  | ВРП, млн. руб. | ВРП на душу населения, руб./чел. |
| ---- | -------------- | -------------------------------- |
| 1998 | 18 923,4       | 11 807,2                         |
| 1999 | 34 596,0       | 21 642,8                         |
| 2000 | 53 307,4       | 33 488,8                         |
| 2001 | 65 551,4       | 41 407,0                         |
| 2002 | 78 346,3       | 49 800,6                         |
| 2003 | 89 034,5       | 56 904,4                         |
| 2004 | 100 833,1      | 64 732,3                         |

| Год  | ВРП, млн. руб. | ВРП на душу населения, руб./чел. |
| ---- | -------------- | -------------------------------- |
| 2005 | 139 995,3      | 90 316,3                         |
| 2006 | 164 848,5      | 106 891,0                        |
| 2007 | 205 647,4      | 133 904,7                        |
| 2008 | 243 135,5      | 158 850,7                        |
| 2009 | 230 938,3      | 151 268,7                        |
| 2010 | 274 578,1      | 180 316,9                        |
| 2011 | 335 984,0      | 221 152,7                        |

| Год  | ВРП, млн. руб. | ВРП на душу населения, руб./чел. |
| ---- | -------------- | -------------------------------- |
| 2012 | 372 782,8      | 245 592,6                        |
| 2013 | 405 126,4      | 266 992,3                        |
| 2014 | 450 548,9      | 296 948,8                        |
| 2015 | 517 999,8      | 341 391,7                        |
| 2016 | 540 115,0      | 356 042,7                        |
| 2017 |                |                                  |
| 2018 |                |                                  |

Динамика ВРП 1998—2016 гг., млн. руб.:

## Агропромышленный комплекс
В агропромышленном комплексе республики занято 15,4 % работающих в сфере материального производства и действует 28,4 % всех основных средств производства. В отраслях АПК создается 14,5 % валовой продукции и 13,9 % национального дохода Удмуртии. На 1 января 1998 года в составе АПК Удмуртии функционировали 435 коллективных хозяйств, 3559 крестьянских (фермерских) хозяйств, 31 подсобное хозяйство промышленных и несельскохозяйственных предприятий. С учетом почвенных и климатических условий, наличия средств производства и трудовых ресурсов, размещения городов и промышленных предприятий по переработке сельскохозяйственного сырья, транспорта и других особенностей в Удмуртии выделяются 4 сельскохозяйственных зоны:
- Северная — животноводство и льноводство. В её составе — Ярский, Глазовский, Балезинский, Юкаменский, Красногорский, Кезский, Дебёсский, Якшур-Бодьинский, Игринский, Шарканский, Селтинский и Сюмсинский районы;
- Юго-западная — животноводство, льноводство, картофелеводство. В её составе — Увинский, Вавожский, Кизнерский и Можгинский районы;
- Пригородная — молочное животноводство, овощеводство, картофелеводство. В её составе — Завьяловский, Воткинский и Сарапульский районы;
- Южная — животноводство и зерновое хозяйство. В её составе — Каракулинский, Малопургинский, Киясовский, Граховский, Алнашский, Камбарский районы.

Направление сельскохозяйственного производства республики можно характеризовать как животноводческо-льноводческое с развитием производства зерна, картофелеводства и овощеводства. В период перехода на рыночные отношения специализация сельскохозяйственных предприятий переживает изменения.

## Промышленность

### Нефтедобыча
Нефтепоисковые работы в Удмуртии были начаты сразу после Второй мировой войны в 1945 году и продолжаются по сей день. Добыча нефти началась в 1967 году. Нефтяные проявления различной интенсивности встречаются почти по всем стратиграфических подразделениях палеозойского осадочного чехла. На сегодня уже выявлено 86 месторождений нефти в Удмуртии, большая часть запасов которых уже перешла в стадию разработки. Промышленные залежи нефти обнаружены в основном в девонских и каменноугольных отложениях и относятся к пликативных, антиклинальных, брахиантиклинальных складок, рифогенных массивов. Обнаруженные месторождения нефти распространены практически по всей территории Удмуртии, за исключением северо-запада (Юкаменский, Ярский, Селтинский, Сюмсинский, Вавожский районы) и Алнашского района. Наибольшая концентрация месторождений обнаружена в северных и юго-восточных бортовых зонах Камско-Кинельской системы прогибов. Здесь же были открыты и крупнейшие месторождении нефти в республике: Чутырско-Кионгопское (Игринский, Шарканский и Якшур-Бодьинский районы), Мишкинское (Воткинский, Шарканский районы), Вятское, Ельниковское (Сарапульский район), Гремихинское (Воткинск, Завьяловский районы), из которых добывается нефть промышленных категорий от 46 до 148 миллионов тонн в год. Перспективными месторождениями являются Быгинское (Шарканский район) и Михайловское (Игринский район).
Добычей нефти в республике занимается ОАО «Удмуртнефть», на балансе которого 32 нефтяных месторождений, из которых 25 — в промышленной разработке. Более 60 % удмуртской нефти относится к категории труднодобываемых. Она отличается неоднородностью нефтенасыщенных пластов, глубиной их залегания, физико-химическими свойствами. Содержание серы в такой нефти составляет от 1,5 до 3,9 %, парафина 2,8-6,6 %, толщина пластов от 1,2 до 17 м. Тем не менее добывается до 40 % добытой нефти.
По состоянию на 1997 год общее количество добытой нефти в Удмуртии составила 221 400 000 тонн, добытые запасы промышленных категорий (А + В + С) составили 369100000 тон, добытые перспективные и прогнозные запасы категорий С2 + С3 + Д — 280 млн тонн . В целом удмуртская нефть тяжелая, смолистая, с абсолютной глубиной залегания от 680 до 2000 м. Плотность колеблется от 0,870 до 0,910 г / см ³, цвет от черного смолистого в вендских и нижнекаменноугольных отложениях до темно-коричневого и коричневого в девонских и среднекаменноугольных отложениях.

### Обрабатывающая промышленность
Республика выделяется своим точным машиностроением, а также многочисленными предприятиями военно-промышленного комплекса. Достаточно сказать, что знаменитый конструктор оружия Михаил Калашников разработал автомат своего имени именно в Ижевске. Во многом, выбор Удмуртии как субъекта с мощным ВПК был обусловлен тем, что Удмуртия находится далеко от западных границ и имеет мощный природный и людской (близость промышленно развитых уральских регионов) потенциал.

### Электроэнергетика
По состоянию на начало 2020 года, на территории Удмуртии эксплуатировались 7 тепловых электростанций общей мощностью 719,276 МВт. В 2019 году они произвели 3728 млн кВт·ч электроэнергии.
Энергосистема Удмуртии является дефицитной, республика вырабатывает только треть потребляемой электроэнергии, что в настоящее время составляет около 560 МВт. Электроэнергия в республике производится преимущественно на тепловых электростанциях в Ижевске, Сарапуле, Воткинске и Глазове, крупнейшей из которых является Ижевская ТЭЦ-2.

## Сфера услуг
По данным Минторгбыта Удмуртии, при нормативе в 471 квадратный метр на 1000 человек, в Удмуртии приходится 760 квадратных метров торговых площадей, в Ижевске этот показатель превышает норматив на 289 квадратных метров. В результате обилие торговых площадей обостряет конкуренцию между предприятиями торговли, и снижает их рентабельность с 3,5 % до 0,5 %, а некоторые предприниматели вообще работают себе в убыток. По словам Министра торговли и бытовых услуг Удмуртской республики Петра Пономарева, не исключены банкротства торговых предприятий. При этом министр уверен, что нет необходимости вводить какие-то меры регулирования.